# مرگ سپید
مرگ سپید عنوان فیلمی ایرانی به کارگردانی مرتضی آتش زمزم و ساختهٔ سال ۱۳۸۹ با موضوع مبارزه با مواد مخدر است.
تصویربرداری این فیلم در شهر فولادشهر و مناطق دیدنی استان اصفهان انجام شده و در این فیلم سعی شده بازیگران تلفیقی از هنرمندان اصفهانی، تهرانی و لبنانی باشند.

## خلاصه داستان
فرید به همراه دوستش مسعود در معاملات مواد مخدر به دنبال آرزوها و رویاهای خود هستند. فرید که خود مواد مخدر مصرف می‌کند در بزرگترین قاچاق هروئین فشرده با یک مافیای خارجی هزینه گزافی پرداخت می‌کند.

## بازیگران
- شهرام قائدی
- ذبیح افشار
- مهدی باقربیگی
- مجدی مشموشی
- سعید محقق
- پولین حداد
- ابوالفضل آتش زمزم
- مانا بهرامی
- علی‌اکبر میاندار
- مجید توکلی (کارگردان)